# 天主教戈雅教區
天主教戈雅教區（拉丁語：Dioecesis Goyanensis）是阿根廷一個羅馬天主教教區，屬科連特斯總教區。
教區成立於1961年4月10日，包括科連特斯省西南部七縣。2006年有教友244,000人（佔轄區總人口90.4%）、十五個堂區、四十名司鐸。現任教區主教為里卡多·奧斯卡·法伊費爾。